# Condado de Luchana

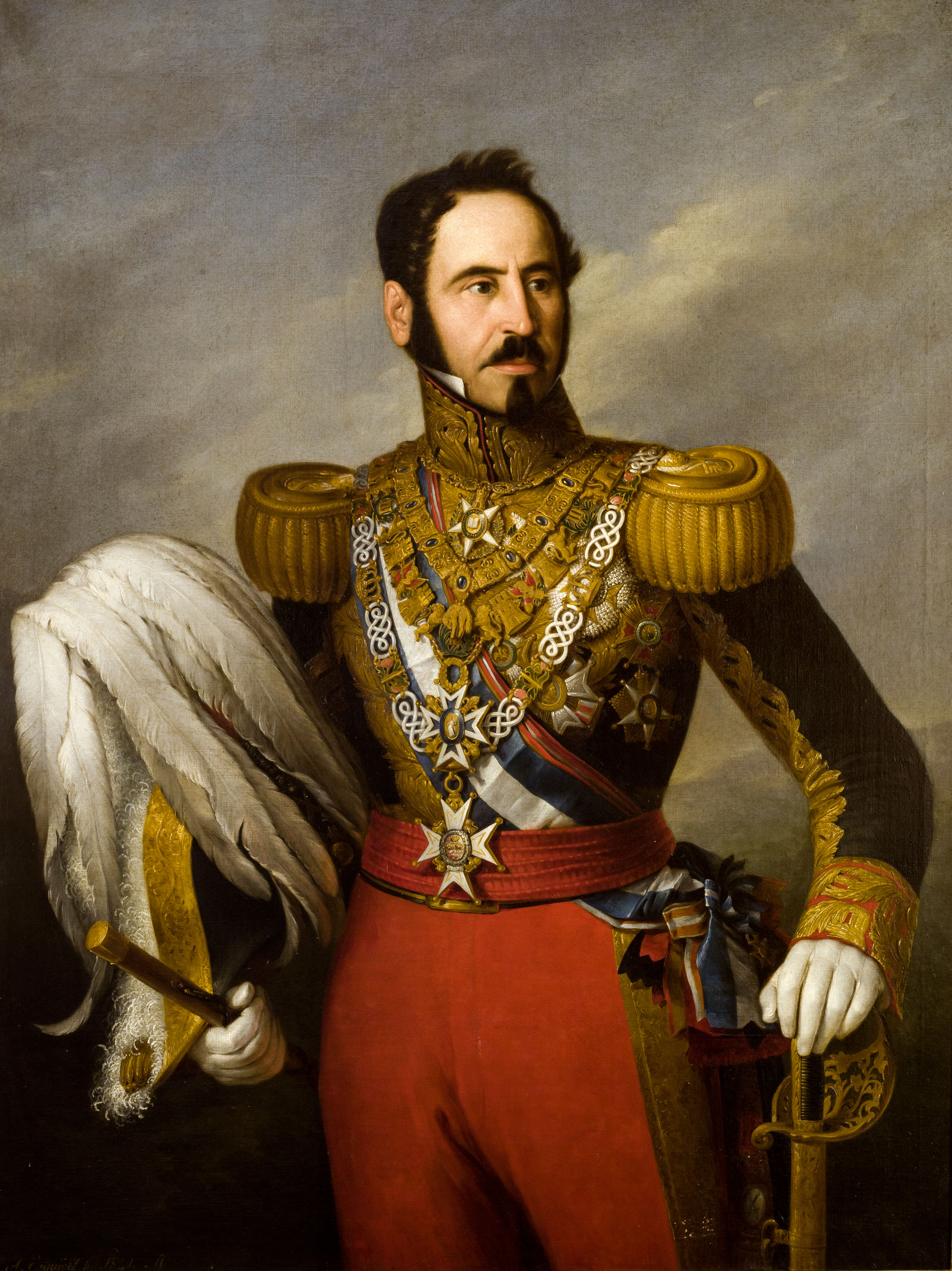
Baldomero Espartero, I duque de la Victoria, I duque de Morella, I conde de Luchana, I vizconde de Banderas, I Príncipe de Vergara.

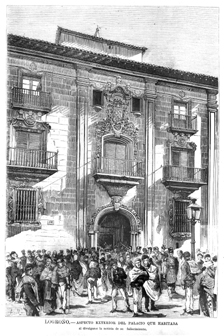
Palacio de Baldomero Espartero en la ciudad de Logroño (La Rioja)

Escudo de Erandio, municipio en el que se produjo la Batalla de Luchana

El condado de Luchana es un título nobiliario español creado el 27 de marzo de 1837 por la reina Isabel II, durante la regencia de su madre María Cristina de Borbón-Dos Sicilias, a favor del capitán general Joaquín Baldomero Fernández-Espartero Álvarez de Toro, hijo de Manuel Antonio Fernández Espartero y Cañadas y de Josefa Vicenta Álvarez de Toro y Molina. 

## Denominación
Su denominación hace referencia a la localidad de Luchana, actualmente integrada en el municipio de Erandio, como parte del Gran Bilbao, Vizcaya.

## Antecedentes
Baldomero Espartero sobresalió como militar en las guerras carlistas con victorias importantes, como la obtenida en Luchana, que le valió los títulos de conde de Luchana y vizconde de Banderas (ambos concedidos el 27 de marzo de 1837).
La firma de la Paz de Vergara que puso fin a la guerra contra los carlistas del norte de España, que le valió el título de duque de la Victoria (concedido el 14 de diciembre de 1839), y más tarde por la derrota de los últimos carlistas en Morella, (Castellón), se le concedió el ducado de Morella.
Además de capitán general de los Reales Ejércitos, fue presidente del Consejo de Ministros, en dos ocasiones, regente del Reino, en sustitución de María Cristina de Borbón-Dos Sicilias, y ya retirado de la vida política en su palacio de Logroño, (La Rioja), y estando España sin rey por la destitución de Isabel II en 1868, se le ofreció la Corona de España, que rechazó, con buen juicio, pues consideraba absurdo ser «Baldomero I» e iniciar una nueva dinastía, precisamente él, que no tenía descendientes, ya que carecía de hijos que le sucedieran.
Se opuso a la elección de un príncipe extranjero para asumir la Corona de España, pero el Congreso de los Diputados y el empeño del General Prim hicieron que la Corona recayese, finalmente, en Amadeo de Saboya, duque de Aosta en Italia, quien siendo ya rey de España le visitó en Logroño y le concedió el 21 de enero de 1872 el título de Príncipe de Vergara con carácter vitalicio, pero con tratamiento de «Alteza Real».

## Condes de Luchana
|                        | Titular                                               | Periodo                |
| Creación por Isabel II | Creación por Isabel II                                | Creación por Isabel II |
| ---------------------- | ----------------------------------------------------- | ---------------------- |
| I                      | Joaquín Baldomero Fernández-Espartero Álvarez de Toro | 1839-1879              |
| II                     | Eladia Fernández de Espartero y Blanco                | 1879-                  |
| III                    | Pablo Montesino y Fernández-Espartero                 | ? -1936                |
| IV                     | José Luis Montesino-Espartero y Averly                | 1958-1972              |
| V                      | Camilo Montesino-Espartero y Juliá                    | 1973-2012              |
| VI                     | José Luis Montesino-Espartero y Méndez                | 2013-actual titular    |

## Historia de los condes de Luchana
- Joaquín Baldomero Fernández-Espartero Álvarez de Toro (1793-1879), I conde de Luchana, I duque de la Victoria, I vizconde de Banderas, I Príncipe de Vergara (vitalicio), I duque de Morella (vitalicio).

Casó con María Jacinta Martínez de Sicilia y Santa Cruz. Sin descendientes. Le sucedió su sobrina, hija única de su hermano Francisco Fernández Espartero y Álvarez de Toro:
- Eladia Fernández de Espartero y Blanco (m. 15 de octubre de 1897), II condesa de Luchana y II duquesa de la Victoria.[2] No heredó los títulos de duquesa de Morella, ni princesa de Vergara, por ser estos dos títulos personales y vitalicios.

Casó con Cipriano Segundo Montesino y Estrada, presidente de la Real Academia de Ciencias y senador. Le sucedió su hijo:
- Pablo Montesino Espartero (1867-1 de diciembre de 1936), III conde de Luchana y III duque de la Victoria, grande de España.[2]

Casó con María del Carmen Angoloti y Mesa. Sin descendientes, le sucedió su sobrino, hijo de Luis Montesino y Fernández-Espartero (m. 7 de abril de 1957), I marqués de Morella, y de su esposa, Ana Averly y Lassalle.
- José Luis Montesino-Espartero y Averly (1901-18 de abril de 1972), IV conde de Luchana,[3] IV duque de la Victoria,  grande de España (sucediendo a su tío Pablo Montesino y Fernández-Espartero) y II marqués de Morella.

Casó con María del Carmen Juliá y Bacardí. Le sucedió su hijo:
- Camilo Montesino-Espartero y Juliá, V conde de Luchana.[4]

Le sucedió su hijo:
- José Luis Montesino-Espartero y Méndez, VI conde de Luchana.[5]